# 飛虎奇兵
《飛虎奇兵》（日语：モンタナ・ジョーンズ）於1994年至1995年4月NHK綜合頻道播放的電視動畫，全52話。2003年4月至2004年3月於NHK教育頻道播出，名稱改為，全49話。
另發行動畫截圖的卡通漫畫書單行本由長鴻出版社發行，全10集。

## 故事簡介
在1930年代的美國波士頓海岸，開辦航空運輸的鍾斯與考古學家阿發，收到（ギルト博士）的指令，到世界各地取回稀世珍奇的寶藏，以免落入由芝魯王率領的盜寶團手中。一場橫渡五洋七洲、穿越機關陷阱、比腦力比手力的冒險競賽，就此展開。

## 主要人物[1]
鍾斯（配音：大塚明夫）
阿發的堂或表兄。非常外向，冒險精神、身手及自信心都超強，經常受（ギルト博士）所托，將世界各地的寶藏帶回博物館（大英？），常與芝魯王及其手下鬥智鬥力。擁有水上飛機「姬蒂」，用作遊行及運輸，但航空會社經常赤字……
阿發（配音：中尾隆聖）
鍾斯的堂或表弟。非常內向，精於研究、閱讀及考古，隨鍾斯同行並輔助他尋寶。喜歡吃自己媽媽弄的意粉（阿發媽媽於波士頓開餐館），又常常說「搭鍾斯架飛機，真係九條命都唔夠……」，因為鍾斯在必要時會進行花式飛行，加上阿發會暈機浪，另外又不懂游泳。
瑪麗莎（配音：岩男潤子）
外交官，到最後才知是（ギルト博士）的女兒。善多國語言，因為不喜歡平凡的生活而與鍾斯和阿發一起冒險。與阿發一樣，瑪麗莎也會不滿鍾斯的危險駕駛。
基德博士（配音：糸博）
博物館人員，也是阿發的上司，幾乎從未露面，每次也是將一隻會自爆的黑膠唱片寄給鍾斯，告訴他任務的內容。

### 敵方
芝魯王（配音：大友龍三郎）
盜寶團的首領，每次都與鍾斯等人展開角力，每次都失敗……
？（配音：櫻井敏治）
芝魯王的手下之一，很強壯，但不聰明。
？（配音：長島雄一）
芝魯王的手下之一，很狡猾，但不忠心。
尼博士（配音：瀧口順平）
機械科學家，為芝魯王製造了不少機器來尋寶和對付鍾斯等人。對自己的製成品付出很多感情。

## 製作人員
- 原作：Marco Pagot、Gee Pagot
- 人物設計：Marco Pagot、新谷憲
- 音樂：Gianni Boppio、Mario Pagano
- 美術監督：松平聡
- 音響監督：本田保則
- 監督：今沢哲男
- 製作人：丹泰彦、中島啓太、Angela Agosti
- 制作統括：村上憲一
- 角色設定：西野理恵、佐藤真人
- 機械設定：才田俊次、佐藤真人
- 美術設定：栗原正史、吉原一輔、亀崎経史、上久保義隆、猪田薫、田中資幸、山元健生、海保仁三朗、河野次郎
- 色彩：完甘幸隆、戸塚由紀子
- 編輯：足立浩、水田経子
- 效果：井上裕（Anime Sound Production）
- 錄音調整：秦昌二
- 錄音：古橋昌子
- VTR編集：笹野真紀
- 演技事務：谷本順子
- 制作進行：渡邊武文、反町和宏、吉本賢一
- 動畫制作：Junio Brain Trust、世映動画
- 共同制作：REVER、NHK ENTERPRISES、NHK Software
- 制作、著作：NHK

## 主題曲
片頭曲

歌：THE ALFEE／作詞・作曲：高見沢俊彦／編曲：THE ALFEE
片尾曲

歌：THE ALFEE／作詞：高見沢俊彦、高橋研／作曲：高見沢俊彦／編曲：THE ALFEE
形象歌曲

歌：井上喜久子／作詞：Sora／作曲・編曲：川井憲次

歌：三浦理恵子／作詞：長友博文（補作詞：及川眠子）／作曲：小森田実／編曲：新川博

歌：岩男潤子／作詞：Sora／作曲・編曲：山本はるきち
角色曲

歌：瑪麗莎與他的好朋友們（大塚明夫、中尾隆聖、岩男潤子、吉田理保子、大友龍三郎、桜井敏治、長島雄一、滝口順平）／作詞：Sora／作曲・編曲：船山基紀

## 各話列表
| 話數   | 標題 | 脚本           | 分鏡       | 演出                        | 作画監督           | 冒險地點                                          | 播放日期      |
| ------ | ---- | -------------- | ---------- | --------------------------- | ------------------ | ------------------------------------------------- | ------------- |
| 第1話  |      | 中村修         | 湊屋夢吉   | 今沢哲男                    | 新谷憲             | 墨西哥·馬雅遺跡                                   | 1994年 4月2日 |
| 第2話  |      | 中村修         | 五月女有作 | 小島正幸                    | 工藤柾輝           | 加勒比海                                          | 4月9日        |
| 第3話  |      | 中村修         | 平田敏夫   | 古川政美                    | 椛島義夫           | 土耳其・伊斯坦堡                                  | 4月16日       |
| 第4話  |      | 中村修         | 小林常夫   | 青山弘                      | 清水健             | 捷克・布拉格                                      | 4月23日       |
| 第5話  |      | 中村修         | 冨永恒雄   | 冨永恒雄                    | しまだひであき     | 印度・泰姬陵                                      | 4月30日       |
| 第6話  |      | 中村修         | 鈴木卓夫   | 鈴木卓夫                    | 金子紀男           | 西藏・布达拉宫                                    | 5月7日        |
| 第7話  |      | ひのくまりこう | 小島正幸   | 小島正幸                    | 工藤柾輝           | 埃及・胡夫金字塔                                  | 5月14日       |
| 第8話  |      | 中村修         | 小島正幸   | 香川豊                      | 郷敏治             | 英国・蓋世聖丘                                    | 5月21日       |
| 第9話  |      | 中村修         | 小島正幸   | 新房昭之                    | 三原武憲           | 秘鲁・马丘比丘                                    | 5月28日       |
| 第10話 |      | 中村修         | 小島正幸   | 小島正幸                    | 工藤柾輝           | 旧金山                                            | 6月4日        |
| 第11話 |      | ひのくまりこう | 香川豊     | 香川豊                      | 郷敏治             | 瑞典・哥得蘭島                                    | 6月11日       |
| 第12話 |      | 中村修         | 冨永恒雄   | 高瀬節夫                    | 石井智美           | 伊拉克・巴別塔                                    | 6月18日       |
| 第13話 |      | 中村修         | 今沢哲男   | 古川政美                    | 工藤柾輝           | 西班牙・阿尔罕布拉宫                              | 6月25日       |
| 第14話 |      | 中村修         | 遠藤克己   | 太田博光                    | 森中正春           | 柬埔寨・吴哥古迹                                  | 7月2日        |
| 第15話 |      | 中村修         | 青山弘     | 古川政美                    | 工藤柾輝           | 法国・巴黎、圣殿骑士团史跡                        | 7月9日        |
| 第16話 |      | 中村修         | 今沢哲男   | 小島正幸                    | 金子紀男           | 希腊・德尔斐的阿波羅神廟                          | 7月16日       |
| 第17話 |      | 中村修         | 香川豊     | 香川豊                      | 郷敏治             | 德国・新天鹅城堡                                  | 7月23日       |
| 第18話 |      | 中村修         | 遠藤克己   | 太田博光                    | 石井智美           | 香港                                              | 7月30日       |
| 第19話 |      | 中村修         | 鈴木卓夫   | 田中洋之                    | 三原くみ花         | 意大利・米蘭、斯福尔扎城堡                        | 8月6日        |
| 第20話 |      | 中村修         | 鹿島典夫   | 鹿島典夫                    | 窪秀巳             | 莫斯科・克里姆林宫                                | 8月13日       |
| 第21話 |      | 中村修         | 小島正幸   | 小島正幸                    | 金子紀男           | 大津巴布韦                                        | 8月20日       |
| 第22話 |      | 中村修         | 太田博光   | 太田博光                    | 森中正春           | 澳大利亚・艾爾斯岩                                | 8月27日       |
| 第23話 |      | 中村修         | こだま兼嗣 | 香川豊                      | 工藤柾輝           | 摩纳哥・蒙特卡洛                                  | 9月3日        |
| 第24話 |      | 中村修         | 小島正幸   | 小島正幸                    | 新谷憲             | 约旦・佩特拉                                      | 9月10日       |
| 第25話 |      | 杉原めぐみ     | 今沢哲男   | 南波千浪                    | 奥村吉昭           | 復活節島                                          | 9月17日       |
| 第26話 |      | 中村修         | こだま兼嗣 | 古川政美                    | 工藤柾輝           | 缅甸・仰光                                        | 9月24日       |
| 第27話 |      | 中村修         | 青山弘     | 日色如夏                    | 金子紀男           | 蒙古・贵由史跡                                    | 10月1日       |
| 第28話 |      | 杉原めぐみ     | 今沢哲男   | 古川政美                    | 西山里枝           | 蘇格蘭・蘇格蘭高地古城                            | 10月8日       |
| 第29話 |      | 中村修         | 南波千浪   | 南波千浪                    | 奥村吉昭           | 克里特島・克诺索斯宮殿                            | 10月15日      |
| 第30話 |      | 中村修         | 青木悠三   | 古川政美                    | 工藤柾輝           | 哥伦比亚・波哥大                                  | 10月22日      |
| 第31話 |      | 杉原めぐみ     | 香川豊     | 香川豊                      | 金子紀男           | 埃及・卡纳克神庙                                  | 10月29日      |
| 第32話 |      | 中村修         | 小島正幸   | はしもとなおと              | 西山里枝           | 伊拉克・巴格达                                    | 11月5日       |
| 第33話 |      | 中村修         | 南波千浪   | 南波千浪                    | 奥村吉昭           | 葡萄牙・里斯本、贝伦塔                            | 11月12日      |
| 第34話 |      | 中村修         | こだま兼嗣 | 日色如夏                    | 工藤柾輝           | 羅馬尼亞・特兰西瓦尼亚地區                        | 11月19日      |
| 第35話 |      | 杉原めぐみ     | 望月敬一郎 | 望月敬一郎                  | 宍倉敏             | 埃及・亚历山大图书馆                              | 11月26日      |
| 第36話 |      | 中村修         | 今沢哲男   | 小島正幸 徐正守（世映動画） | 金大中（世映動画） | 中國·秦始皇陵                                     | 12月3日       |
| 第37話 |      | 杉原めぐみ     | 南波千浪   | 南波千浪                    | 奥村吉昭           | 維也納・聖斯德望主教座堂、 萨尔茨堡・萨尔茨堡要塞 | 12月10日      |
| 第38話 |      | 杉原めぐみ     | 小島正幸   | 矢野篤                      | 金子紀男           | 俄罗斯・贝加尔湖                                  | 12月17日      |
| 第39話 |      | 中村修         | 中村憲由   | 中村憲由                    | 工藤柾輝           | 荷兰・阿姆斯特丹 比利时・布魯日                   | 12月24日      |
| 第40話 |      | 中村修         | 小島正幸   | 徐正守（世映動画）          | 金大中（世映動画） | 印度尼西亚・爪哇岛近海                            | 1995年 1月7日 |
| 第41話 |      | 中村修         | 南波千浪   | 南波千浪                    | 奥村吉昭           | 法國・聖米歇爾山                                  | 1月14日       |
| 第42話 |      | 中村修         | 青山弘     | 矢野篤                      | 金子紀男           | 德国・萊茵河畔、普法爾茨城堡                      | 1月28日       |
| 第43話 |      | 中村修         | 望月敬一郎 | 望月敬一郎                  | 宍倉敏             | 土耳其・以弗所、阿耳忒弥斯神庙                    | 2月4日        |
| 第44話 |      | 中村修         | 大関雅幸   | 徐正守（世映動画）          | 金大中（世映動画） | 北美洲・梅萨维德国家公园                          | 2月11日       |
| 第45話 |      | 杉原めぐみ     | 南波千浪   | 南波千浪                    | 奥村吉昭           | 意大利・伊特鲁里亚                                | 2月18日       |
| 第46話 |      | 中村修         | 大関雅幸   | 伊達そのた                  | 工藤柾輝           | 墨西哥・奥尔梅克文明遺跡                          | 2月25日       |
| 第47話 |      | 杉原めぐみ     | 小島正幸   | 徐正守（世映動画）          | 金大中（世映動画） | 意大利・威尼斯                                    | 3月4日        |
| 第48話 |      | 杉原めぐみ     | 中村憲由   | 中村憲由                    | 金子紀男           | 阿尔及利亚・克莉絲汀遺跡                          | 3月11日       |
| 第49話 |      | 中村修         | 南波千浪   | 南波千浪                    | 奥村吉昭           | 瑞士・查理二世史跡                                | 3月18日       |
| 第50話 |      | 中村修         | 望月敬一郎 | 望月敬一郎                  | 中島豊秋           | 日本・平泉、中尊寺                                | 3月25日       |
| 第51話 |      | 中村修         | 小島正幸   | 徐正守（世映動画）          | 金大中（世映動画） | 密西西比河流域、 霍普韦尔文化的土丘               | 4月1日        |
| 第52話 |      | 中村修         | 今沢哲男   | 伊達そのた                  | 新谷修悠           | 剛果                                              | 4月8日        |

## 外部連結
- （日語）NHK動畫官方網頁
- （日語）官方網站話數列表

1. ↑  台灣播映國語配音版由於年代久遠，相關資料已缺失。